# I-364 (sous-marin)
L'I-364 (イ-364) est un sous-marin de Classe Type D (丁型/潜丁型潜水艦, Tei-gata/Sen-Tei-gata sensuikan) de la sous-classe D1 (丁型/潜輸（伊三百六十一型）, Tei-gata/Sen'yu, classe I-361) en service dans la marine impériale japonaise durant la Seconde Guerre mondiale.
Il a servi pendant la Seconde Guerre mondiale et a été coulé lors de sa première mission de transport en septembre 1944.

## Description
Les sous-marins de la sous-classe D1 étaient des sous-marins de transport à moyenne portée. La construction s'étalant entre 1943 et 1944
Ils ont un déplacement de 1 463 tonnes en surface et 2 251 tonnes en immersion. Les sous-marins mesuraient 73,5 mètres de long, avaient une largeur de 8,9 mètres et un tirant d'eau de 4,76 mètres. Les sous-marins permettaient une profondeur de plongée de 75 m et avaient un effectif de 55 officiers et membres d'équipage.
Kampon a été retenu comme fabricant des moteurs diesel Mk.23B Model 8. Pour la navigation de surface, les sous-marins étaient propulsés par deux moteurs diesel de 925 cv (680 kW), chacun entraînant un arbre d'hélice. En immersion, chaque hélice était entraînée par un moteur électrique de 600 chevaux-vapeur (441 kW). Ils pouvaient atteindre 13 nœuds (24 km/h) en surface et 6,5 nœuds (12 km/h) sous l'eau. En surface, les D1 avaient une autonomie de 15 000 milles nautiques (27 800 km) à 10 noeuds (19 km/h); en immersion, ils avaient une autonomie de 120 milles nautiques (200 km) à 3 noeuds (6 km/h).
Les sous-marins étaient armés de 2 tubes lance-torpilles internes de 53,3 cm à l'avant. Ils transportaient un torpille pour chaque tube, soit un total de 2 torpilles Type 95. Ils étaient également armés d'un canon de pont de 140 mm (L/40) Type 11e année pour le combat en surface et de 2 canons anti-aérien de 25 mm Type 96.

## Construction
Construit par le chantier naval de Mitsubishi de Kobe au Japon, le I-364 a été mis sur cale le 26 juillet 1943 sous le nom de sous-marin de transport n°5464. Il est renommé I-364 le 20 octobre 1943 et provisoirement rattaché au district naval de Yokosuka. Il a été lancé le 15 février 1944 et a été achevé et mis en service le 14 juin 1944.

## Historique
Le I-364 est mis en service dans la Marine impériale japonaise le 14 juin 1944 et rattaché au district naval de Yokosuka. Le lieutenant de vaisseau (海軍大尉 (Kaigun-dai-i)) Makino Takeo est le commandant du sous-marin. Il est affecté au 11e escadron de sous-marins pendant sa mise au point.
Une fois ses examens terminés, il est réaffecté au 7e escadron de sous-marins le 6 septembre 1944. Le 14 septembre 1944, il quitte Yokosuka à destination de l'île Wake pour sa première mission de transport, espérant atteindre Wake fin septembre.
Le I-364 est en surface d]ans l'océan Pacifique à 250 milles nautiques (460 km) à l'est de la péninsule de Bōsō de Honshū sur une trajectoire de base de 90 degrés (c'est-à-dire Sud) et naviguant à 9,5 noeuds quand le 16 septembre 1944, à 4h32, le sous-marin USS Sea Devil de l'US Navy (la marine américaine) l'a détecté sur son radar et que le commandant du Sea Devil a observé un grand insigne du Soleil levant peint sur la tour de contrôle du I-364 et l'a identifié à tort comme un sous-marin de "classe I-58". A l'aube, le I-364 a commencé à zigzaguer et le Sea Devil a entamé une approche en vue d'une position d'attaque. Alors que le I-364 passait devant le Sea Devil à une distance de 1 600 m, le Sea Devil a tiré quatre torpilles électriques Mark 18 Mod 2. Deux d'entre elles ont frappé, et le I-364 a coulé avec la perte de tout son équipage de 77 personnes à la position géographique de 34° 30′ N, 145° 23′ E, laissant derrière lui un large panache de fumée brune.
Le 31 octobre 1944, la marine impériale japonaise a déclaré le I-364 présumé perdu avec tout son équipage.
Il a été rayé de la liste de la marine le 10 décembre 1944.